# Renzo Vitali
Renzo Vitali (Bologna, 7 maggio 1942 – ...) è stato un arbitro di calcio italiano.

## Carriera
Per la sezione di Bologna inizia ad arbitrare in Serie D ed in Serie C nel 1971, diventa arbitro di Serie B nel 1976 il 4 aprile nell'incontro L.R. Vicenza-Sambenedettese (1-1), nel torneo cadetto dirige per otto stagioni con 60 direzioni, in Serie A comincia ad arbitrare l'11 maggio 1980 a Cagliari nella partita Cagliari-Perugia (1-2) nell'ultima giornata del campionato, nella massima serie dirige per quattro stagioni , totalizzando 19 gettoni di presenza, l'ultima partita arbitrata è stata Genoa-Milan (2-0) il 15 aprile 1984. In Coppa Italia ha diretto 13 partite.
Nella stagione 1980 ha ricevuto il Premio Florindo Longagnani, un riconoscimento prestigioso che spettava annualmente al miglior arbitro esordiente in Serie A.